# NGC 3846
NGC 3846 (другие обозначения — UGC 6710, MCG 9-19-171, ZWG 268.78, DRCG 24-16, IRAS11417+5556, PGC 36539) — спиральная галактика в созвездии Большой Медведицы. Открыта Джоном Гершелем в 1831 году.
Этот объект входит в число перечисленных в оригинальной редакции «Нового общего каталога».
Галактика NGC 3846 входит в состав группы галактик NGC 3898. Помимо NGC 3846 в группу также входят ещё 9 галактик.
Расстояние до галактики составляет 450 миллионов световых лет. Поскольку расстояние до NGC 3898 составляет только 55 миллионов световых лет, то включение галактик в одну группу часто считают ошибкой. Тем не менее, Янсон отмечает несимметричность и заметные приливные возмущения во внешней части галактики, указывающие на ее взаимодействие с соседями. С чем именно взаимодействовала NGC 3898 пока не известно.
По всей видимости, в галактике NGC 3846 формируется балдж.